# Callopanchax occidentalis
Callopanchax occidentalis es una especie de pez, de la familia de los notobranquíidos.

## Morfología
Con un llamativo color que los hace apetecibles en acuariofilia, aunque es muy difícil de mantener en acuario; presentan dimorfismo sexual; se ha descrito una longitud máxima de 8 cm.

## Distribución y hábitat
Se distribuyen por ríos y lagos de África, en el sistema de ríos costeros de Sierra Leona y oeste de Liberia, probablemente también en el sudeste de Guinea. Prefieren las charcas, pantanos y remansos estancados de arroyos en la selva tropical y sabana boscosa y húmeda. Se alimenta de gusanos, crustáceos e insectos.